# Strobilanthes pterygorrhachis
Strobilanthes pterygorrhachis är en akantusväxtart som beskrevs av C. B. Cl.. Strobilanthes pterygorrhachis ingår i släktet Strobilanthes och familjen akantusväxter. Inga underarter finns listade i Catalogue of Life.